# Johannes Marcus Marci
Johannes Marcus Marci (13 de junio de 1595-18 de abril de 1667) era un erudito bohemio nacido en la ciudad de Lanškroun, la actual Kronland alemana. Su verdadero nombre era Jan Marek Marci, en latín Johannes Marcus Marci.

## Semblanza

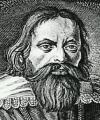
Johannes Marcus Marci.

Marci inició estudios como jesuita pero abandonó el camino religioso para estudiar medicina, impartiendo clases en la Universidad Carolina de Praga.
En 1638 realizó un viaje a Roma en donde conoció al jesuita Athanasius Kircher iniciando una amistad que se extendió durante los siguientes veinticinco años.
A la muerte de su amigo Baresch (Georgius Barschius), responsable de la biblioteca del emperador Rodolfo II, recibió el Manuscrito Voynich que éste intentó traducir en vano durante gran parte de su vida.
Tal como hiciese anteriormente Baresch (aunque sin obtener respuesta a sus dos peticiones) le escribió una carta a Kircher —firmada en Praga en agosto de 1665 o 1666— con la intención de que el erudito alemán demostrase sus grandes dotes como traductor de lenguas muertas, la cual iba acompañada del citado Manuscrito Voynich: no hay noticias de que Kircher haya obtenido ningún tipo de resultados ni que éste lo hubiese devuelvo a Marci.
Se conserva dicha carta, que fue encontrada junto al Manuscrito Voynich, en la que le comentaba de pasada que Rafael Missowsky fue tutor del príncipe Fernando III de Bohemia, y que el manuscrito le había sido cedido al emperador "por un desconocido" a cambio de 600 ducados, así como que pensaba que podría haber sido escrito por el fraile inglés Roger Bacon. 
Es autor de diversas obras técnicas, por ejemplo 'De proportione motus su regula sphygmica ad celeritatem et tarditatum pulsum' (Praga, 1639) o 'De proportione motus figurarum rectilinearum et circuli quadrtura ex motu' (Praga, 1648).

## Eponimia
- El cráter lunar Marci lleva este nombre en su memoria.[1]
- El asteroide (3791) Marci también conmemora su nombre.[2]